# Buurtspoorwegen van de provincie Brabant

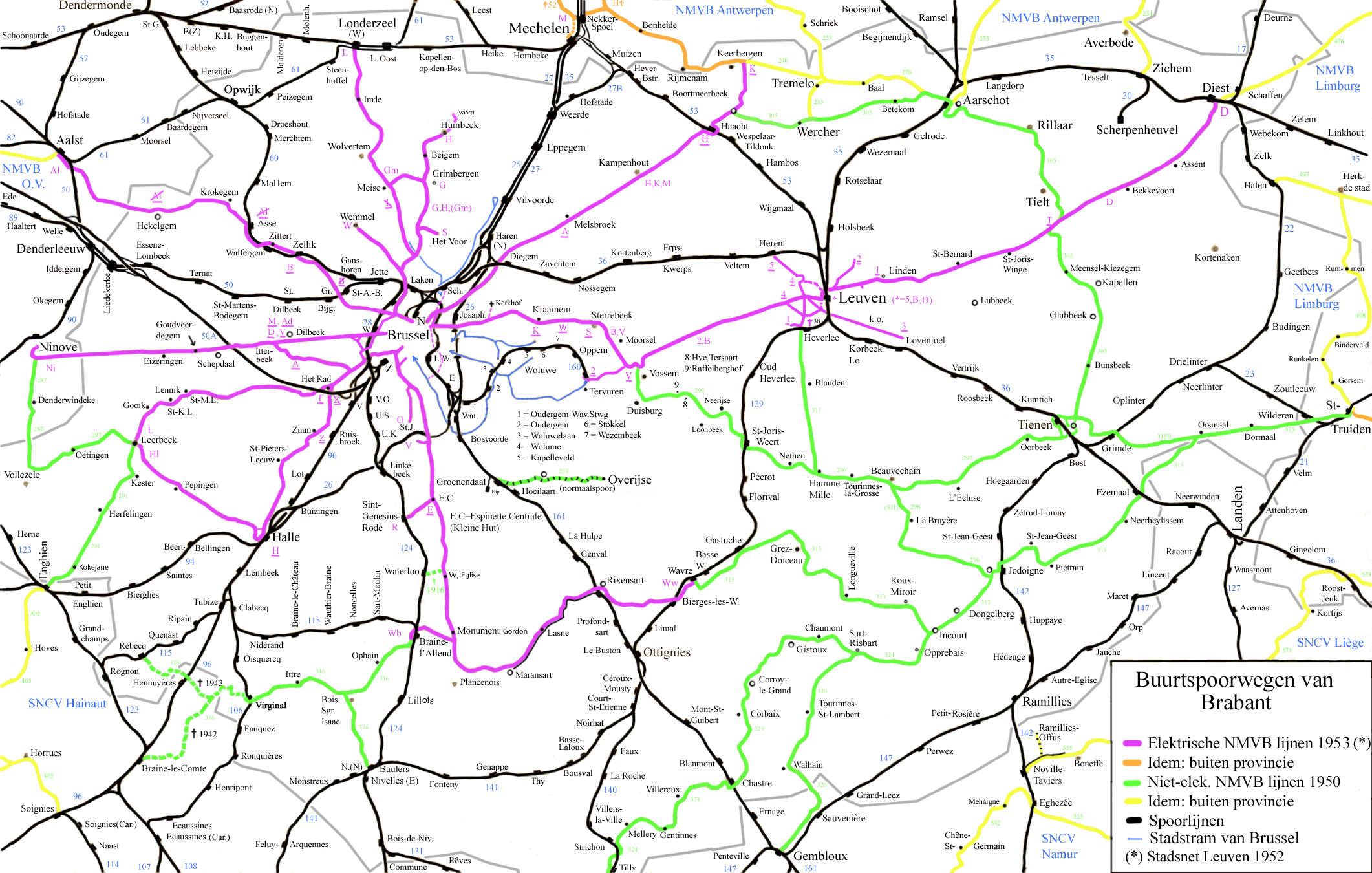
Buurtspoorwegen van de provincie Brabant, stand 1953 voor elektrische lijnen en stand 1950 voor de andere lijnen en de spoorwegen

De Nationale Maatschappij van Buurtspoorwegen was georganiseerd in regionale groepen die een grote zelfstandigheid en eigen beleid hadden. Oorspronkelijk waren alle lijnen in de provincie geëxploiteerd door pachters die hun eigen lijnen, stelplaats en organisatie hadden. De NMVB heeft bij de overname van de concessies, de pachtorganisatie niet veranderd. Hierdoor kent de NMVB in de provincie 3 groepen:
- Leuven (De oostelijke lijnen; Eindpunten in Brussel: Schaarbeeksepoort en Sint-Joostplein). Oorspronkelijke uitbater: CFV ( CAA pour l'Exploitation des Chemins de Fer Vicinaux)[1]
- Brussel Noord (Noordelijke lijnen en de lijn naar Aalst en naar Ninove; Eindpunten: Brussel Noord en Ninoofsepoort)
- Brussel Zuid (Lijnen naar het Zuiden tot Waver; Eindpunten: Rouppeplaats en de kleine eindpunten Frankrijkstraat en Loixplein.

De lijnen van de twee Brusselse groepen waren verpacht aan de VFB (SA pour l'Exploitation des Voies Ferrées en Belgique)

## Brussel

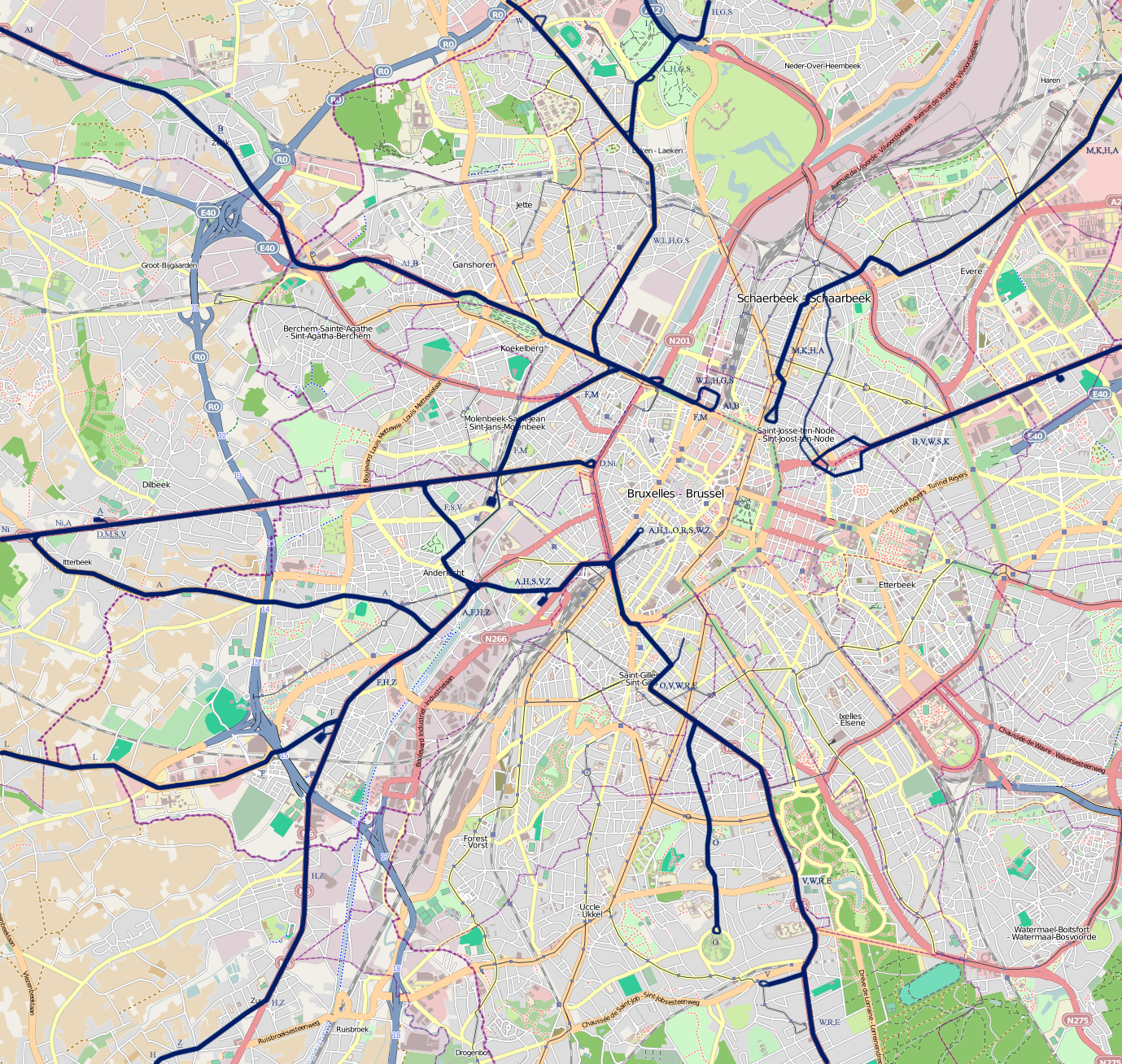
Stand buurtspoorlijnen in Brussel rond 1958

In Brussel heeft de stadstram een andere spoorwijdte (normaalspoor) dan de buurtspoorwegen. In de weinige straten waar zowel de stadstram als de NMVB reed, hadden ze meestal gescheiden sporen. Als er te weinig ruimte was, werd drierailig spoor gebruikt. De tramtunnel bij Heizel en een stuk baanvak richting Strombeek is hergebruikt door de MIVB voor de tramlijnen 19 en 23 (tegenwoordig 3).
In Brussel hebben de buurtspoorwegen veel eindpunten gekend: Noordstation (Rogierplein), Schaarbeeksepoort, Sint Joostplaats, Rouppeplein en Ninoofsepoort. Er waren een paar stadslijnen die aan de Westkant van Brussel de lijngroepen van de verschillende eindpunten met elkaar verbonden (lijnen F, M, V en S). Het vroegere Station Brussel-Noord, van voor de Noord-Zuidverbinding, was gelegen bij het Rogierplein. De Oostelijke lijnen (Haacht en Leuven) hebben geen verbinding met de rest van het elektrisch net rond Brussel. Bij het westnet is men tot het einde met trolleystangen blijven rijden. Bij de Oostelijke lijnen was de bovenleiding vanaf het begin enkel geschikt voor pantografen.
De lijnen worden vermeld in grofweg de wijzerzin volgorde rond Brussel. De vermelde lijnletters zijn de laatst gebruikte lijnnummer voor het volledig traject. Dezelfde lijnletters komen meerdere keren voor, maar zijn wel uniek voor elk Brussels eindpunt.
( ) = Gemeenschappelijk met andere lijnen.

## Geëlektrificeerde lijnen rond Brussel
- Ni Brussel Ninoofsepoort – Itterbeek (Ninoofsche steenweg) – Dilbeek – Schepdaal – Eizeringen – Ninove (Denderkaai)
- Al Brussel Noord – Leopold II-laan – Ganshoren – Zellik – Asse – Hekelgem – Aalst (ten zuiden van Asse rijdt ie langs de spoorweg zie: Asse)
- L (Brussel Noord – Leopold II-laan) – Laken (Clementinesquare) – Laken (Dikke Linde) – Meise – Wolvertem – Londerzeel (Lijn L). Oorspronkelijk was er tussen Brussel en Londerzeel (en verder naar Puurs) een ‘echte’ spoorweg voorzien via Zellik, wemmel en Wolvertem. Dit plan werd definitief afgevoerd in 1890.[2] Ten behoeve van de verbinding met de expoterreinen aan de Heizel waren er drie rails aangelegd tussen Londerzeel en Heizel zodat normaalsporige goederenwagens het terrein konden bereiken. Deze derde rail is er alleen in dienst geweest van april 1937 tot maart 1943. In 1957 werd een tunnel aangelegd onder het expoterrein voor de lijnen G, L, H en S. Lijn L had een eigen tunnelaansluiting naar het noorden. De tunnel is vanaf 1 september 1994[3] in gebruik door de Brusselse stadstram.
- W (Brussel Noord – Laken (Clementinesquare)) – Wemmel(Naar Wemmel)
- H (Brussel Noord – Laken (Dikke Linde)) – Strombeek – Grimbergen – Beigem – Humbeek (dorp en Vaart langs het kanaal, "Het Sas")(Lijn H)
- GM (Brussel Noord – Grimbergen) – Meise (Grimbergen Meise)
- S (Brussel Noord – Strombeek) – Het Voor
- M Brussel Schaarbeeksepoort – Eenenstraat – Diegem (Lo) – Melsbroek – Kampenhout – Haacht – (Keerbergen – Mechelen) (NMVB provincie Antwerpen). De lijn van Haacht naar Keerbergen is pas op 1 juni 1949 in dienst gesteld. Hiermee ontstond een elektrische verbinding met het elektrisch net van de provincie Antwerpen. Negen jaar later, op 31 mei 1958, werd de lijn al opgeheven.

- 99 Heilig Kruisplein (Huidige E. Flagey plaats) – Sint Joostplaats – Eenenstraat – Station Schaarbeek / Deze lijn werd omgebouwd naar normaalspoor en vanaf 6 maart 1935 uitgebaat door de Brusselse stadstram als tramlijn 99. Het traject van Sint Joostplaats tot Eenenstraat bleef door middel van drierailig spoor beschikbaar voor dienstritten tussen de B en H lijnen tot 1960.

- B Brussel Sint Joostplaats (eenrichtingslus[4]) – Schaarbeek (Daillyplaats) – Evere (de Paduwa) – Kraainem – Sterrebeek – Moorsel – Vier Winden (Tervuren)[5] – Vossem (Station) – Bertem – Leuven. In de tijd dat de lijn tot Vossem nog niet volledig geëlektrificeerd was, vertrokken nog stoomtrams vanaf Daillyplaats richting Bevekom en verder.[6] De eerste elektrificatie was in 1907 tot Paduwa en de volgende elektrificatie was tot Sterrebeek in 1930. Pas in 1937 is de hele lijn tot Vossem geëlektrificeerd, waarna de doorgaande elektrische dienst, lijn D, ingevoerd werd. De Lijn Leuven Tervuren was drie jaar eerder, in 1934 elektrisch. De route tussen Sterrebeek en station Vossem is grotendeels op eigen baan en is een wandelroute geworden, behalve voor het deel Vier Winden tot het station Vossem. Zie voor route Sterrebeek Vossem. Iets voorbij Vossem sluit het tracé aan bij de hoofdweg tussen Tervuren en Leuven. Alleen tussen Bertem en Vogelzang was er een eigen route ten zuiden van de weg om een te sterke helling in de weg te vermijden (zie oude kaart bij externe links).
- ? (Brussel Sint Joostplaats – Evere (de Paduwa)) – Kerkhof Brussel (Evere) / In 1941 is de aftakking naar het kerkhof in Evere overgenomen door de Brusselse trammaatschappij, omgespoord naar normaalspoor en geïntegreerd in het Brusselse tramnet.
- 2 Tervuren (KMMA) – (Vossem (Vier Winden) – Leuven) Een stadslijn van Leuven, later een pendeldienst Tervuren Vossem in aansluiting op lijn B. Sloot in Tervuren aan op de spoorlijn Brussel – Tervuren en de stadstram van Brussel.

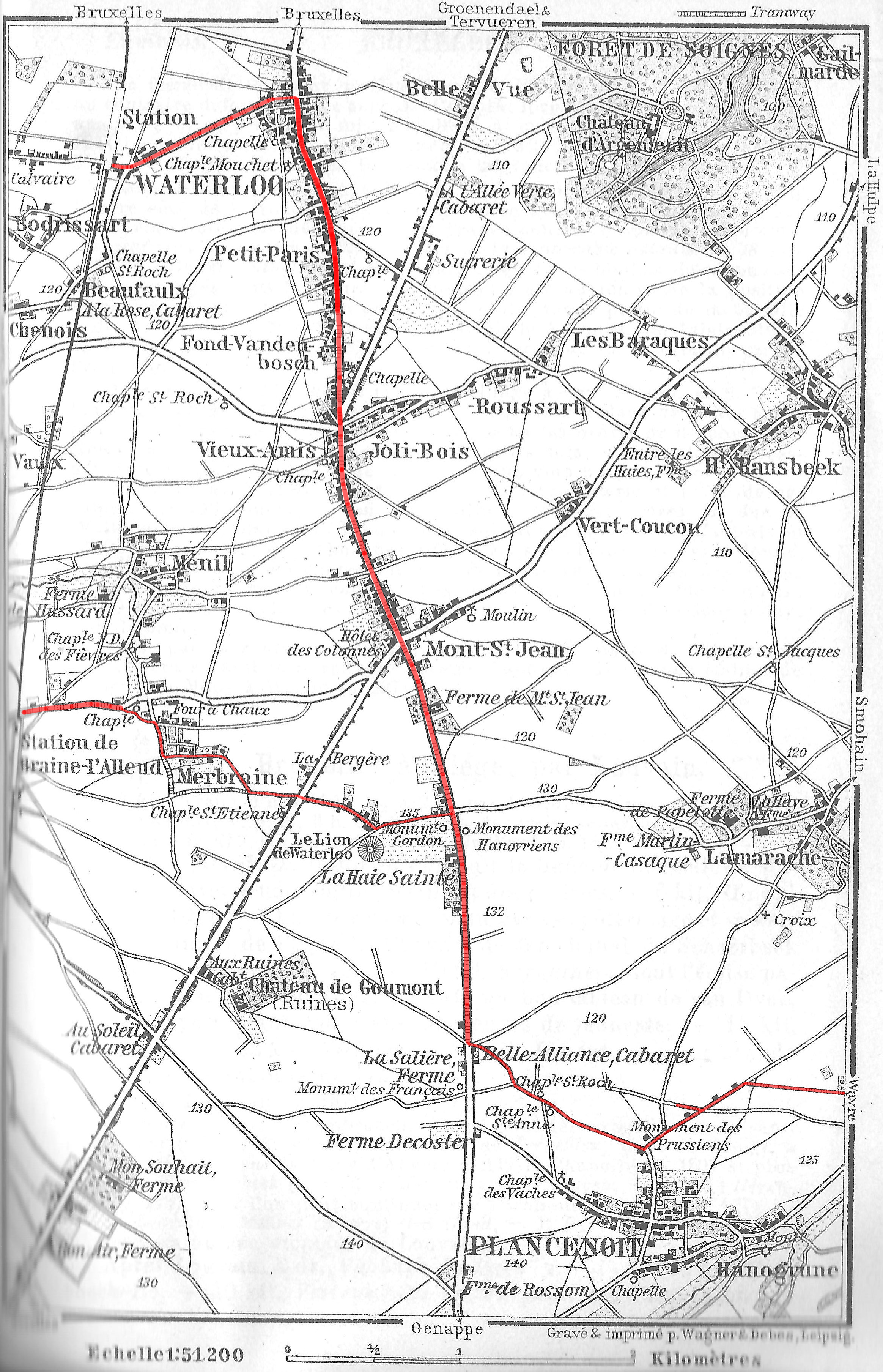
De stoomtramlijnen in 1905. De lijn van Waterloo dorp naar Waterloo station is in 1901 geopend en in 1916 opgebroken door de Duitsers. De lijn naar Brussel is pas in 1910 geopend en in 1923 vanuit Brussel geëlektrificeerd tot het monument.

- Ww Brussel Rouppeplein – St-Genesius-Rode – Waterloo (kerk) – Monument Gordon – Maransart – Lasne – Rixensart – Bierges – Waver (Het traject tussen Maransart en het station Rixensart is drierailig ten behoeve van het goederenvervoer op normaalspoor). Bij Rixensart reed de tram voor langs de hoofdspoorlijn tot "Rue des Bleuets" en daarna reed ie grotendeels op een eigen baan door de velden tot Bierges. Zie route: Waterloo Waver
- Wb (Brussel Rouppeplein – St-Genesius-Rode (Midden hut) – Waterloo – Monument Gordon) – Eigenbrakel (Er is een aparte dienst Waver – Eigenbrakel)(Er is extra info voor Eigenbrakel)
- R (Brussel Rouppeplein – Ukkel (Diesdelle) – Ukkel (Kleine hut) – St-Genesius-Rode (Midden hut)) – St-Genesius-Rode (station). De eerste elektrische trams van de buurtspoorwegen reden vanaf 1 oktober 1894 tussen Rouppeplein en Kleine hut.
- V (Dilbeek, lijn Ni) – Scheut – (Kuregem – Brussel Zuid) – Sint-Gillis (Ma Campagne) – Ukkel (Diesdelle)) – Ukkel (Sint Job)
- O (Brussel Rouppeplein – Sint-Gillis (Ma Campagne)) – Ukkel (Sterrewacht)
- HL Brussel Rouppeplein – Zuid – Kuregem – Het Rad – Sint-Pieters-Leeuw (Zuun) – Halle – Elbeek – Pepingen – Leerbeek
- L (Brussel Rouppeplein) – (Zuid) – (Kuregem) – (Veeweide) – (Het Rad) – St.Kwintens-Lennik – Gooik – Leerbeek
- AD (Brussel Rouppeplein – Zuid – Kuregem – Veeweide) – Anderlecht (Goede lucht) – (Itterbeek (Ninoofsesteenweg)) – (Dilbeek) (Er is aansluiting op lijn Ni, maar alleen naar Brussel toe. De trams reden dan een korte afstand om de stelplaats in Dilbeek te bereiken)
- F (Brussel Noord – Leopold II-laan) – West station – (Ninoofse steenweg, lijn Ni) – (Scheut) – (Het Rad, Lijn Hl & Ad)

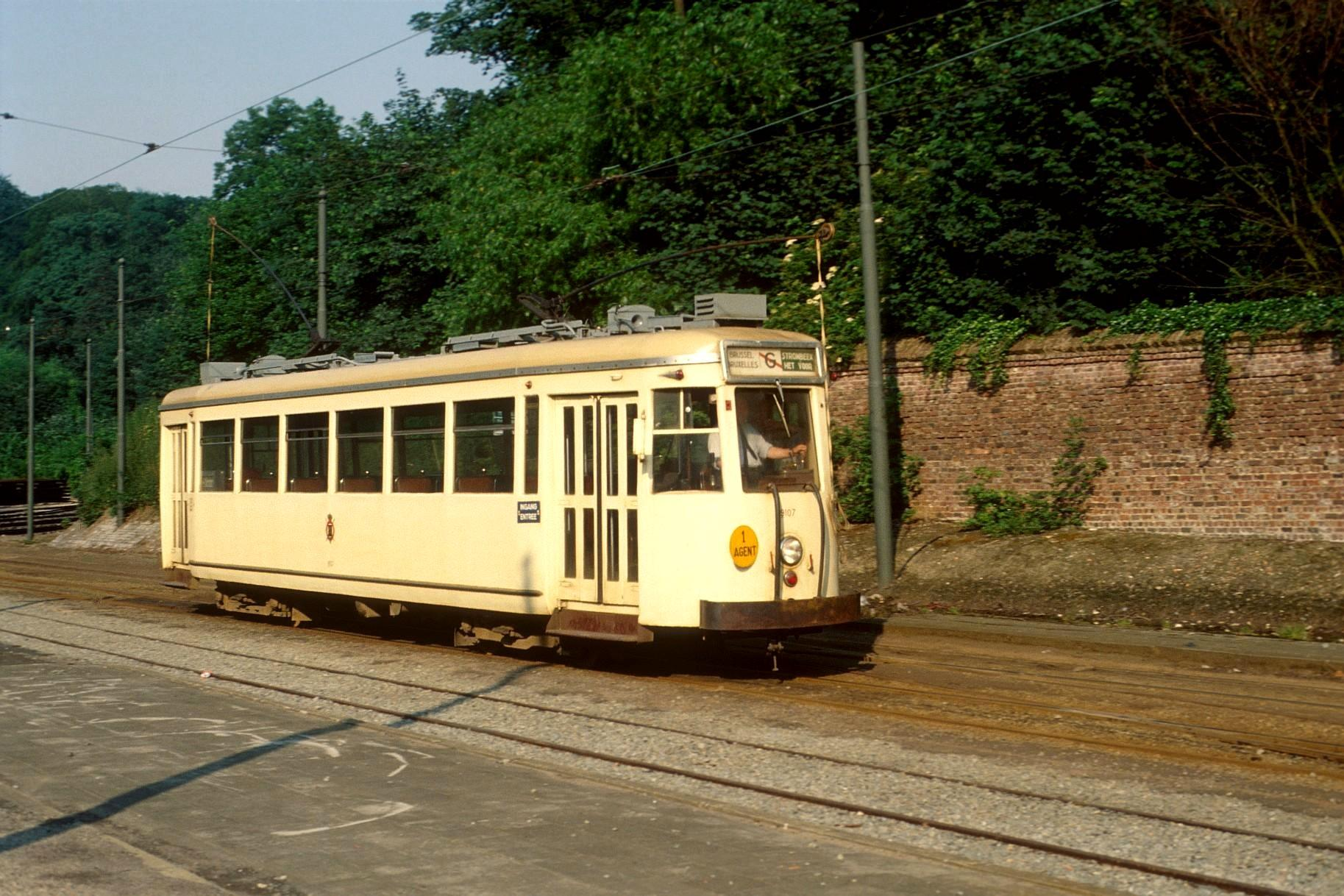
Motorrijtuig type "S" met eenmansbediening bij de Heizel
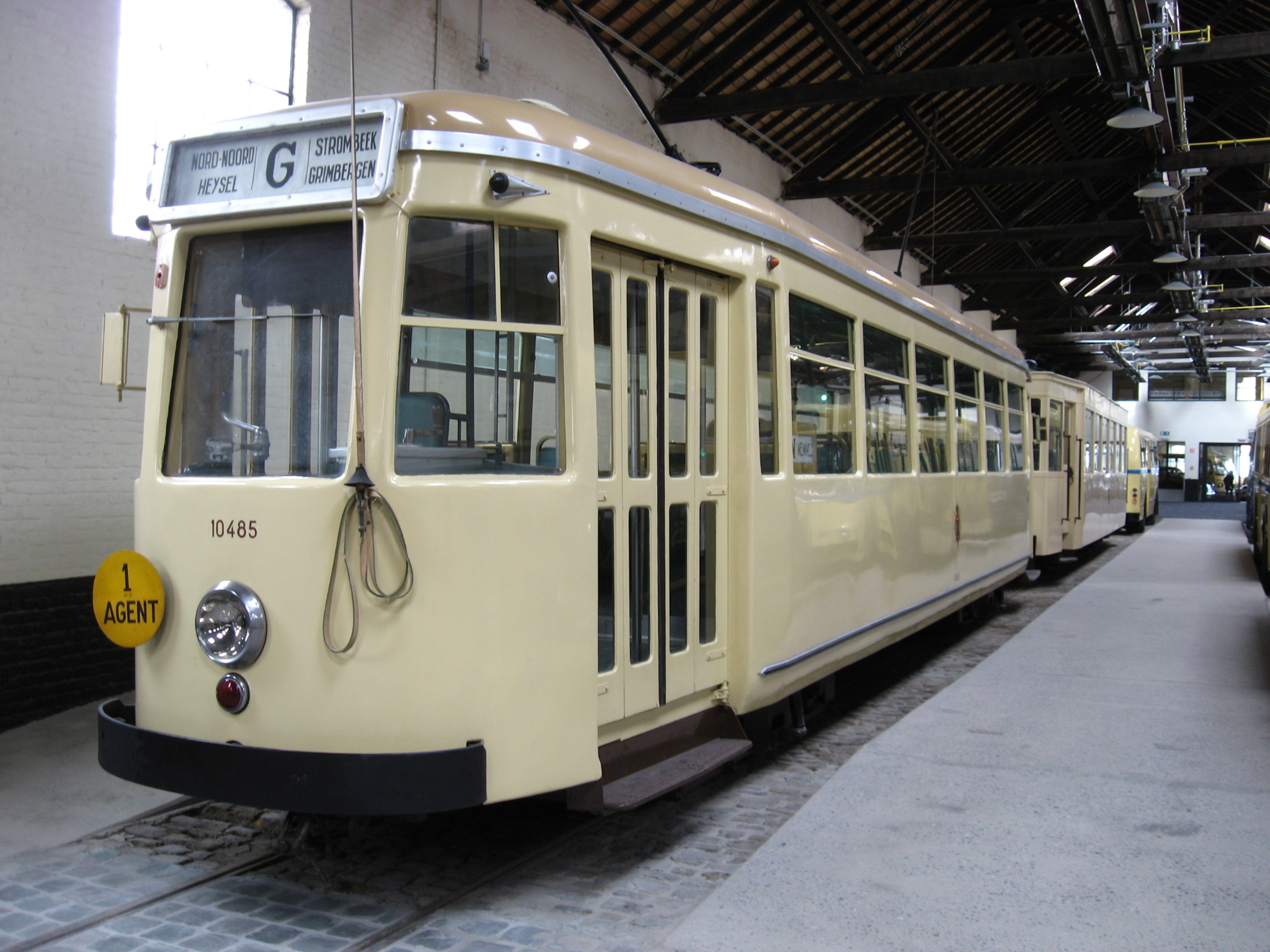
Motorrijtuig type N, beschermd in het Museum voor het Stedelijk Vervoer te Brussel.
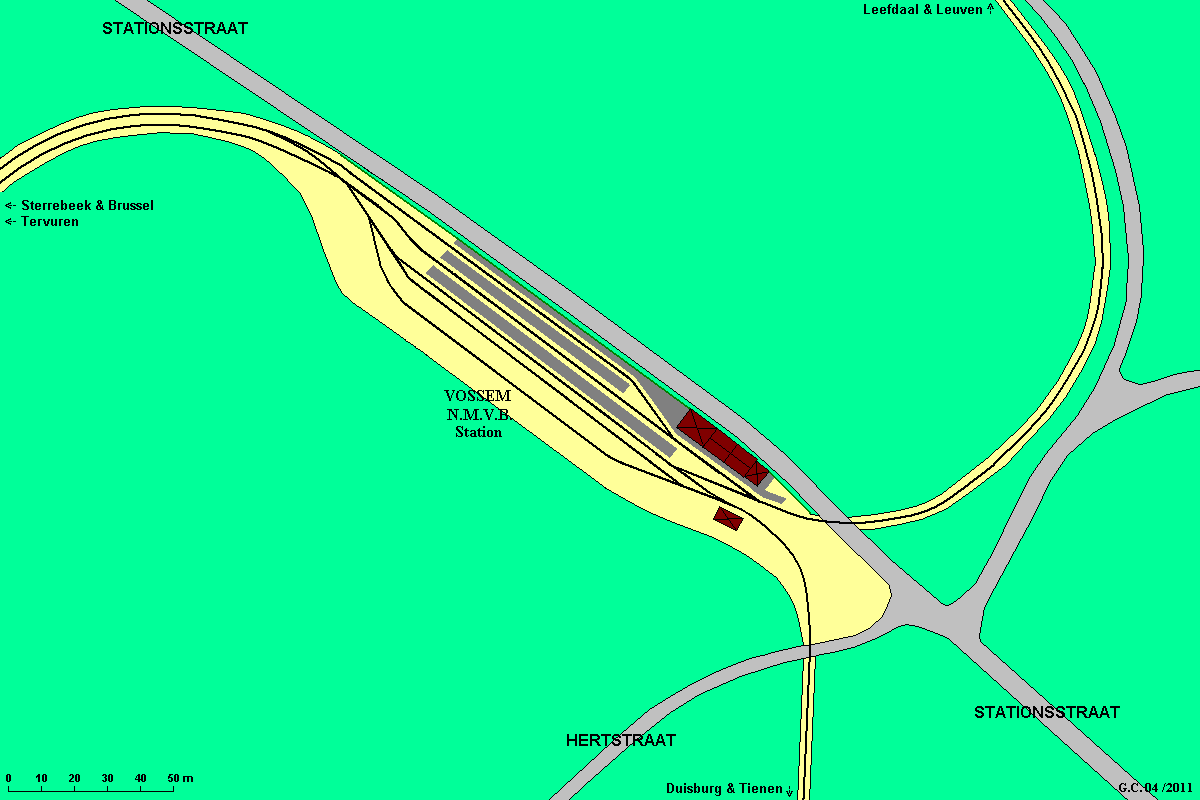
Sporentekening van het station van Vossem.
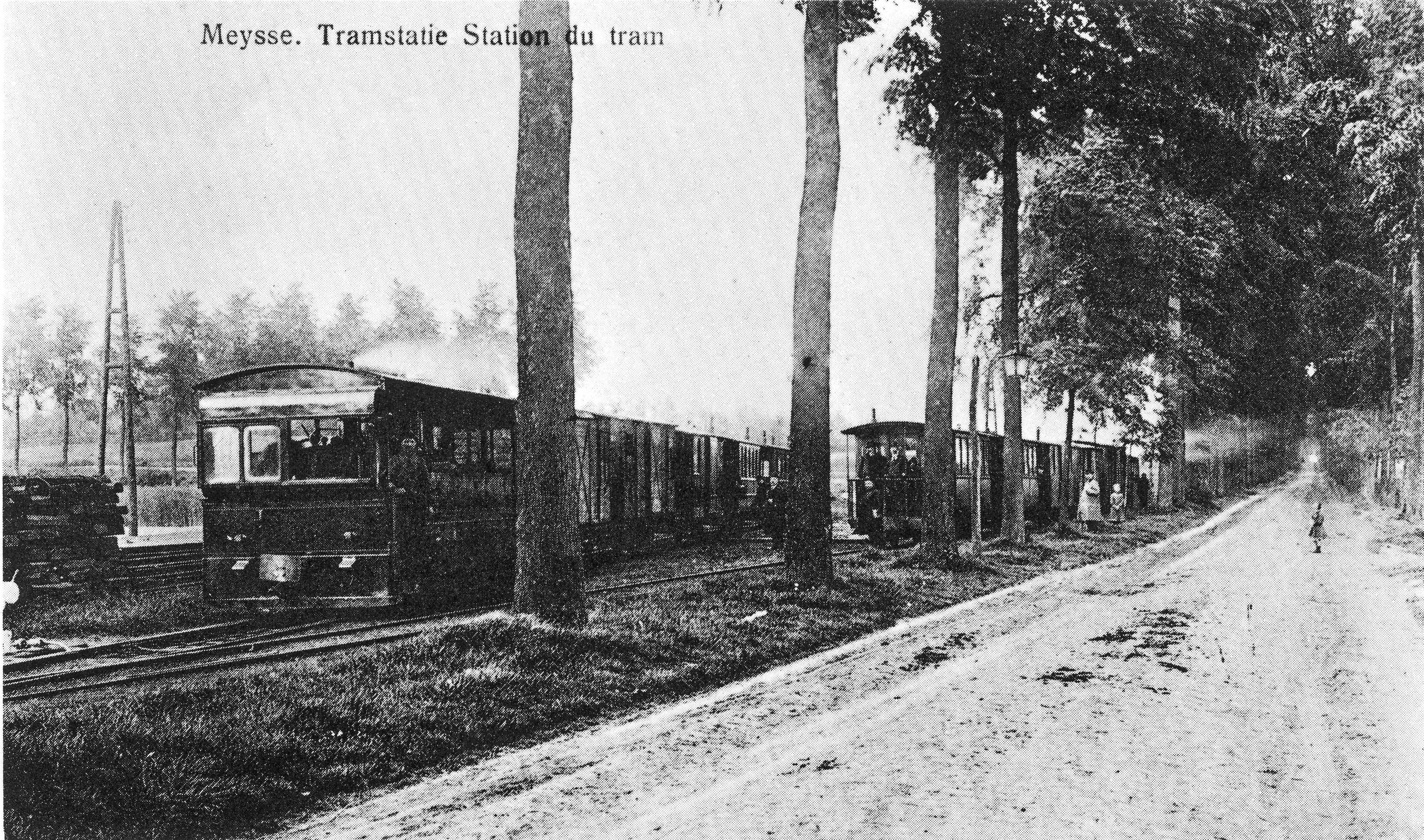
Twee kruisende stoomtrams bij het tramstation van Meise in 1909, voordat de lijn naar Londerzeel werd geëlektrifieerd. De rechtstreekse lijn bestond nog niet en alle trams reden langs Grimbergen.
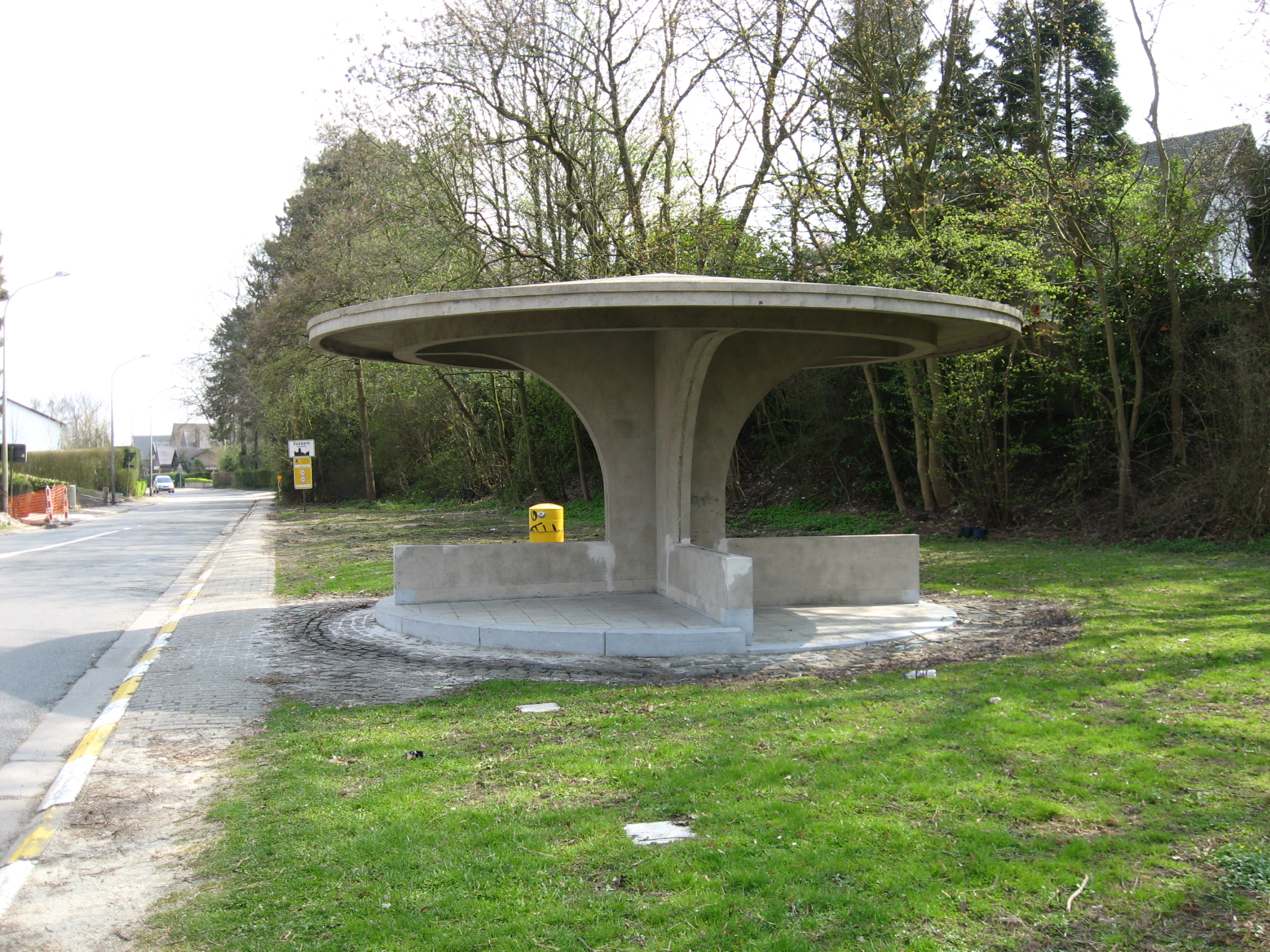
Overstaphalte "Vier Winden" voor de pendel naar Tervuren.

## Geëlektrificeerde stadsnet Leuven en de lijn naar Diest

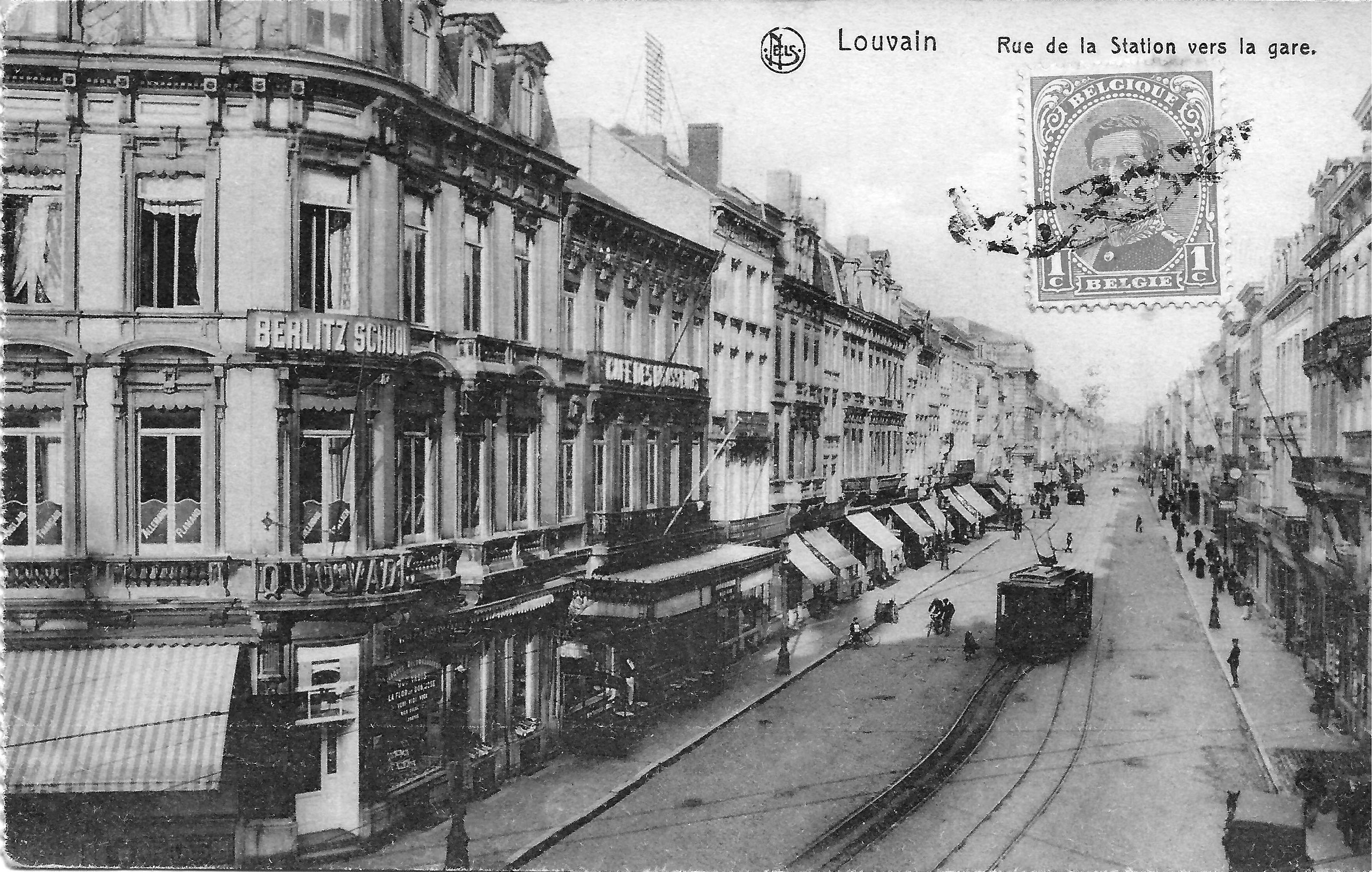
Tram in de Leuvense stationsstraat

Kaart van de stads- en streektrams in Leuven 1940-1952

De eerste stoomtrams van de streeklijnen reden niet door het centrum maar langs de vesten, de latere lijn 4 (Tervuurse Poort, Naamse Poort, Tiense Poort en het station). Pas in 1912 is het stadsnet geopend met lijnen door de binnenstad. Het lijnennet bij maximale uitbreiding (sommige lijnen zijn niet tegelijk open):
- 1 Heverlee – Leuven – Kessel-Lo – Linden (Op de hoofdlijn naar Diest)
- 2 Leuven – Bertem – Tervuren (museum) – Tervuren (dorp)
 (zie hoofdlijn B Brussel Leuven. Bij Tervuren (museum) is er aansluiting op de stadstram naar Brussel)
- 3 Beneden Kessel – Leuven – Lovenjoel
- 4 Ringlijn langs de vesten in Leuven
- 5 Leuven – Herent
- D Leuven – Tielt – Diest (Hoofdlijn)

## Niet geëlektrificeerde lijnen
(lijnnummers uit het spoorboek) De lijnen zijn grofweg de wijzerzin volgorde rond Brussel.
- 291 Leerbeek – Kester – Herfelingen – Edingen. Gaf in Edingen aansluiting op de Henegouwse lijn 405 die een verbinding geeft met de Borinage streek. Tijdens de wereldoorlogen hebben er rechtstreekse trams gereden tussen Brussel en Bergen.
- 287 Leerbeek – Oetingen – Denderwindeke – Ninove (Denderkaai)
- 305 Haacht – Werchter – Betekom – Aarschot – Rillaar – Tielt – Meensel-Kiezegem – Kapellen – Glabbeek – Bunsbeek (Boeslinter, station) – Tienen (Gladbeeksche Poort, spoorstation)(voor Aarschot zie: lijnen in Aarschot) (voor Rillaar - Gladbeek zie: ex route
- 296 Vossem – Duisburg (station) – Hoeve Tersaart (geen halte) – Loonbeek – Neerijse – Sint-Joris-Weert – Nethen (station, Wez) – Hamme-Mille – Deurne – Bevekom – La Bruyère – Geldenaken. Voor een gedeelte van de route zie kaart: Vossem Hamme-Mille
- 311 (Leuven – Heverlee) – Blanden – (Hamme-Mille – Geldenaken)
- 297 Bevekom – Les Burettes – Sluizen (station) – Meldert (station) – Sint-Katrien Houte – Oorbeek (station, dorpstraat (nu Begijnenstraat))– Tienen (route 1933: Hoegaardsche Poort, stelplaats, Withuisstraat, spoorstation)
- 315 Geldenaken – Piétrain – Neerheylissem – Ezemaal – (Orsmaal – Sint-Truiden)
- 315 Tienen (spoorstation, Gladbeeksche Poort, Aandorenstraat) – Grimde – Orsmaal – Dormaal – Wilderen – Sint-Truiden
- 313 Waver – Longueville – Roux-Miroir – Incourt – Dongelberg – Geldenaken
- 324 (Gosselies[8]) – Mellet – Wagnelée – Marbais – Tilly – Mellery – Gentinnes – Villeroux – Chastre – Korbeek – Gistoux – Sart-Risbart – Incourt (Chaussée de Namur) – Dongelberg – Geldenaken). Voor Villeroux – Chastre zie kaart: Chastre-Villeroux. Voor Mellery Gentinnes zie: Walhain Opprebrais In Mellet was er aansluiting op de elektrische tram 60 naar Charleroi van het Henegouwse tramnet. De aansluiting op de lijn 313 is in Dongelberg station. De exploitatie voor reizigers was opgesplitst in twee lijnen: Mellet - Chastre en Chastre - Geldenaken (spoortabel 325[9]). In Chastre was aansluiting op de hoofdspoorlijn Brussel - Namen.
- 326 Gembloers – Sauvenière – Sart-Les-Walhain – Walhain – Walhain-Saint-Paul – Tourinnes-Saint-Lambert – Chaumont-Gistoux (stop langs de hoofdweg naar Waver buiten het dorp) – (Sart-Risbart – Incourt (Chaussée de Namur) – Dongelberg – Geldenaken). Zie kaart Gembloux - Sart-Risbart

- 293 Groenendaal – Dumberg – Hoeilaart station – aansluiting Mariën houtzagerij – Vlierbeek – Zavelborre (Overijse) – Zorgvliet – Overijse (stelplaats en dorp). Dumberg, Vlierbeek en Zorgvliet zijn facultatieve haltes. Deze normaalsporige lijn wordt gesloten voor het reizigersverkeer op 13 februari 1949 en op 9 augustus 1963 voor het goederenverkeer. Daarna wordt de sectie Groenendaal Hoeilaart nog gebruikt als industriële aansluiting voor de Mariën houtzagerij tot 1966. Zie route kaart
- ** Waterloo (kerk) – Waterloo (station) (reeds in 1916 opgebroken,
 maakte deel uit van de zijtak Monument Gordon – Waterloo van de lijn Eigenbrakel – Waver)
- 316 Eigenbrakel – Bois-Seigneur-Isaac – Itter – Virginal – 's-Gravenbrakel
- 316 (Eigenbrakel – Bois-Seigneur-Isaac) – Nijvel (In Eigenbrakel was er oorspronkelijk geen aansluiting op de lijn naar Waver/Brussel: Zie)
- 316 Virginal – Rebecq

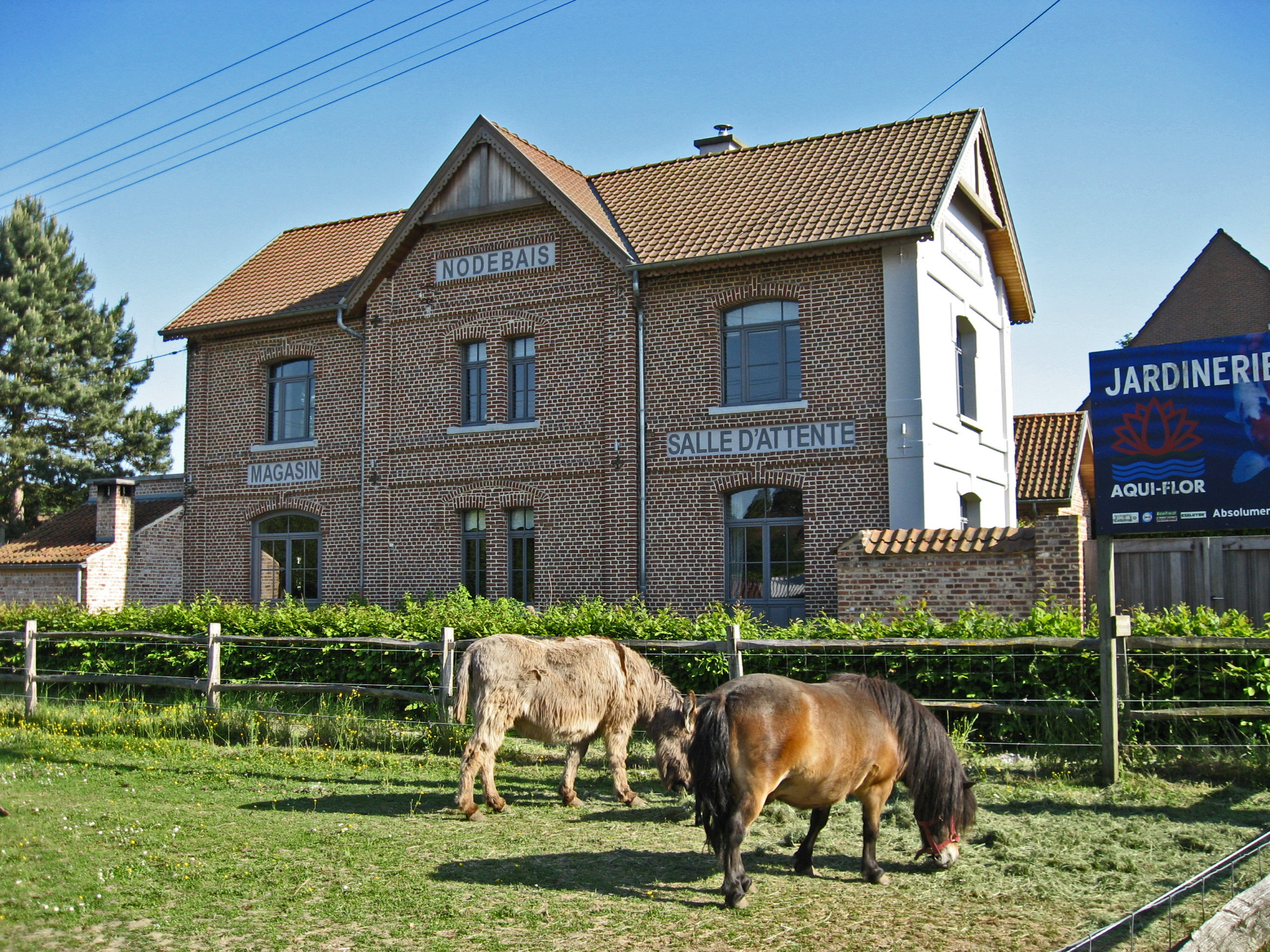
Nodebais stationsgebouw met wachtzaal en magazijn. Op de lijn 296 Hamme-Mille Bevekom
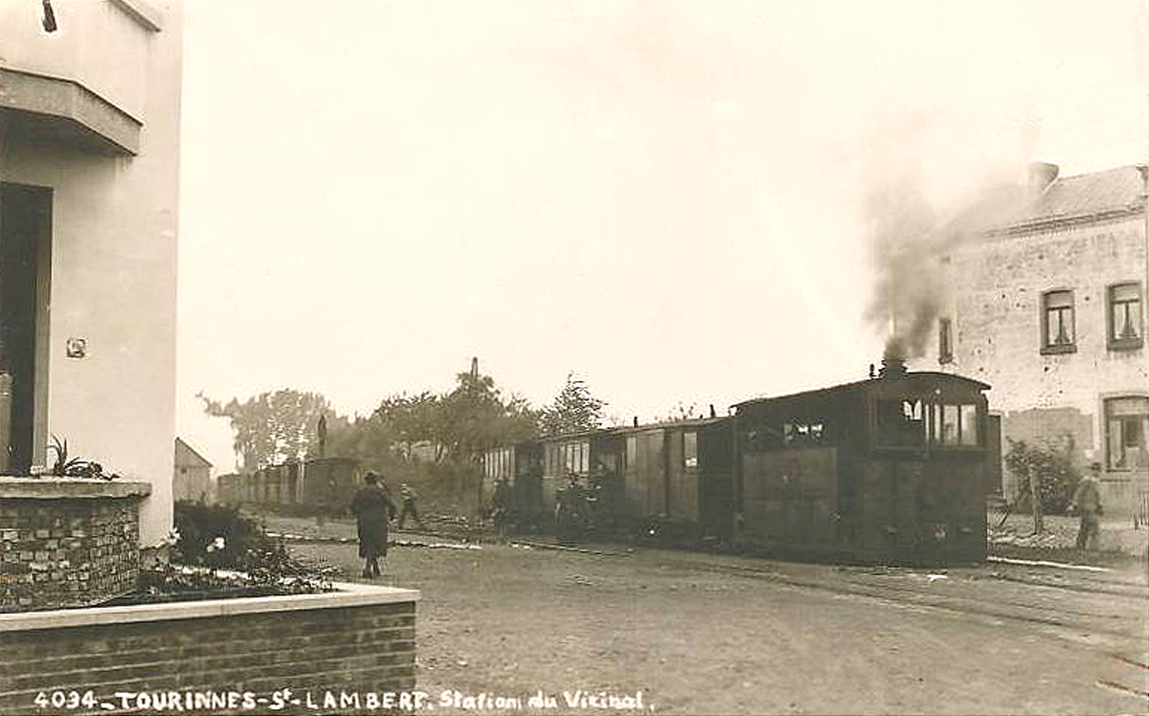
Stoomtrams in Tourinnes-St-Lambert in 1930. Op de lijn 326 naar Gembloers
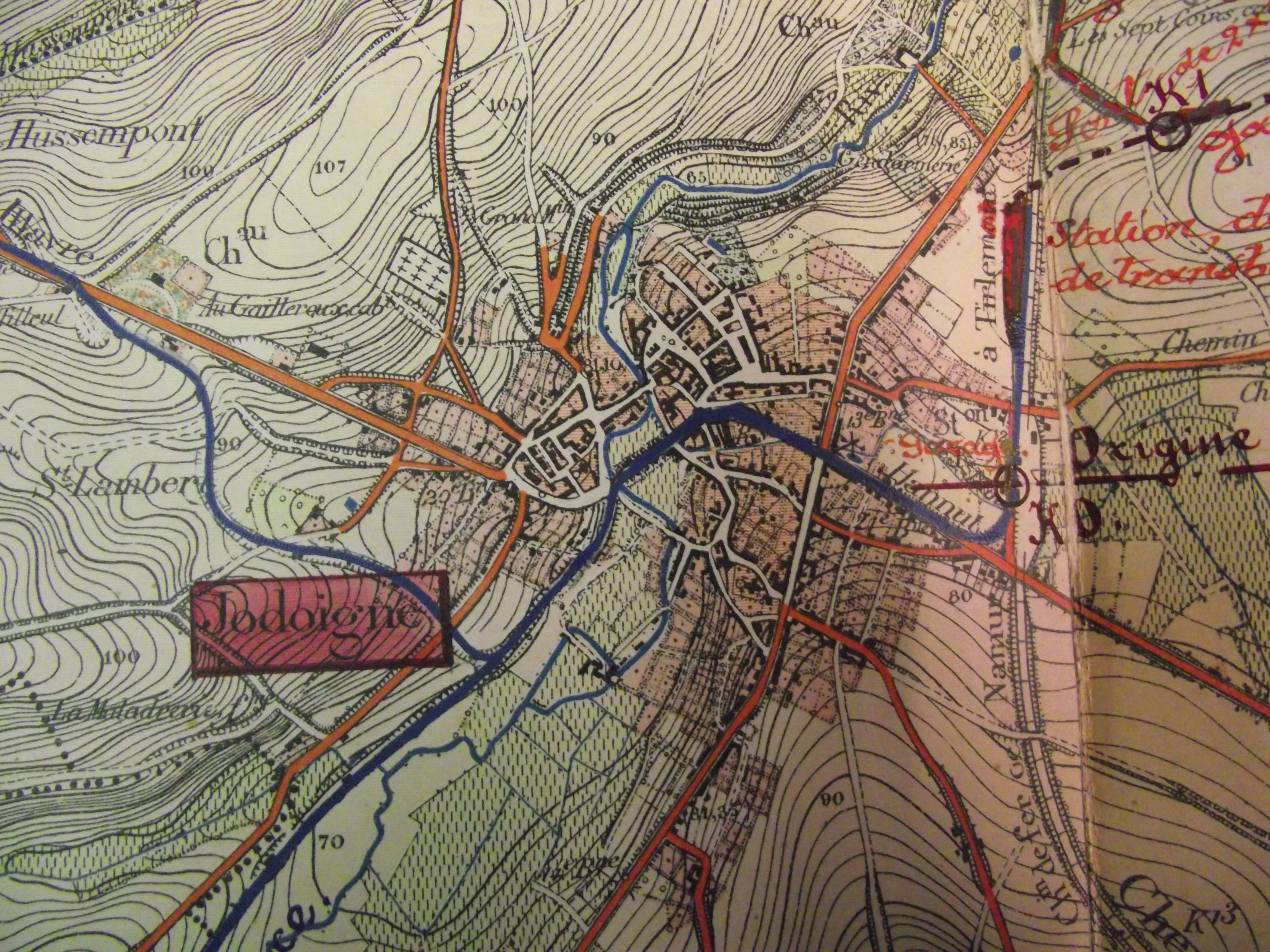
Tracé tekening van het buurtspoorwegproject in 1907.
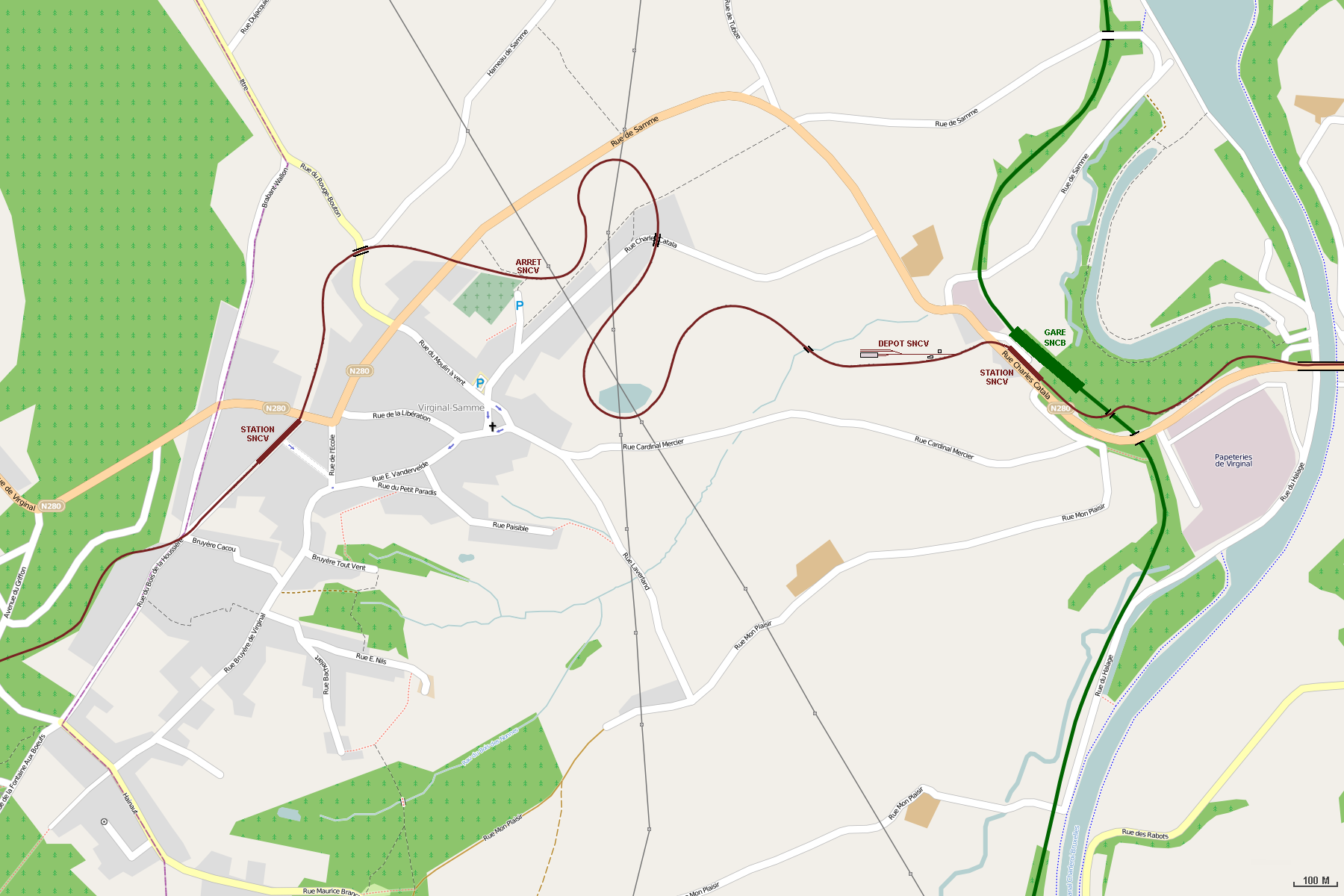
Buurt- en spoorwegen rond Virginal
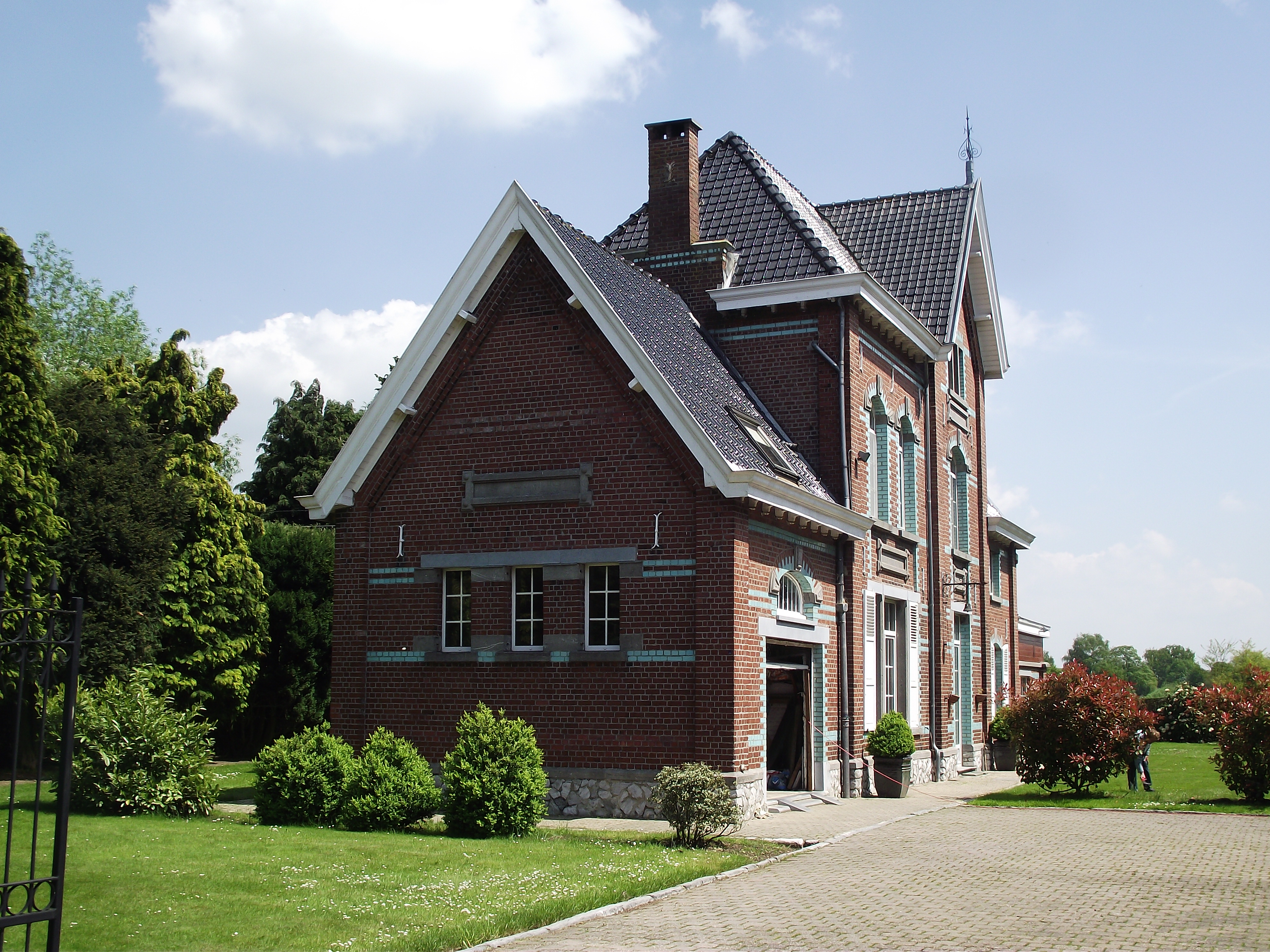
Station Sart-Risbart, nu woning

### Tienen
In Tienen kwamen drie lijnen samen.

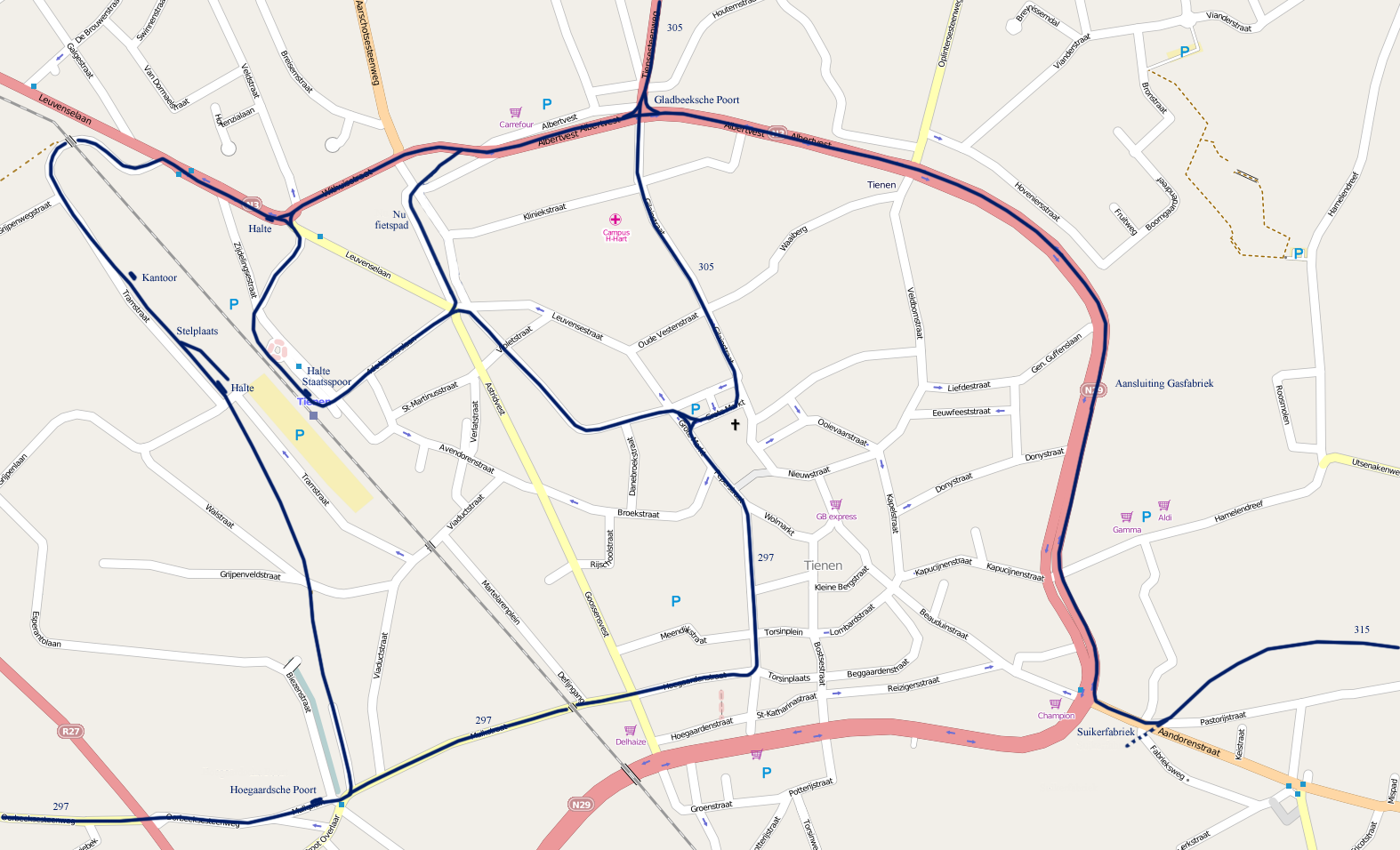
Buurtspoorlijnroutes in Tienen. In de dienstregeling van 1933 waren al de trams uit het centrum verbannen, maar ze bereikten wel het spoorwegstation. De lijn van Bevekom reed dan langs de stelplaats.

De lijn van Bevekom (297) en van Diest (305) reden oorspronkelijk door de binnenstad en hadden aansluiting op de ringlijn. De lijn vanuit Sint-Truiden heeft nooit door de binnenstad gereden. De stad gaf geen toestemming om de lijn door de binnenstad te trekken en deze lijn heeft altijd de ringlijn gebruikt, die oorspronkelijk bedoeld was voor het goederenvervoer naar de suikerfabriek. De laatste reizigerdienst was op de Bevekomlijn op 29 november 1959. Het goederenvervoer van het seizoengebonden bietentransport naar de suikerfabriek bleef rijden tot 2 mei 1962. Dit was de lijn van Nethen op de Bevekomlijn tot Halle-Booienhoven en Nodevoorde (Op de lijn Sint-Truiden - Geldenaken).
In 1953 werden rond Tienen 5105 wagens bieten en 3359 wagens pulp vervoerd op het buurtspoornet. In 1960 waren dat er 3521 wagens bieten en 1717 wagens pulp.

## Eerste/laatste buurttram in de provincie Brabant
- Op 31 juli 1978 reden de laatste trams op de lijnen W, G en S: van het Rogierplein naar Wemmel, Grimbergen en Het Voor. De laatste niet-elektrische lijnen werden in 1959 gesloten. De laatste (diesel) reizigerstram reed op 29 november 1959 op Tienen – Beauvechain. Er bleven echter goederentrams rijden tot in 1962.
- De eerste buurtspoorlijn die op 8 augustus 1887 wordt geopend is van Brussel (Ninoofsepoort) naar Schepdaal (zie lijn Ni).[11]
- De eerste elektrische trams van de buurtspoorwegen reden vanaf 1 oktober 1894 tussen Rouppeplein en Kleine Hut (zie lijn R).

## Afbouw spoornet

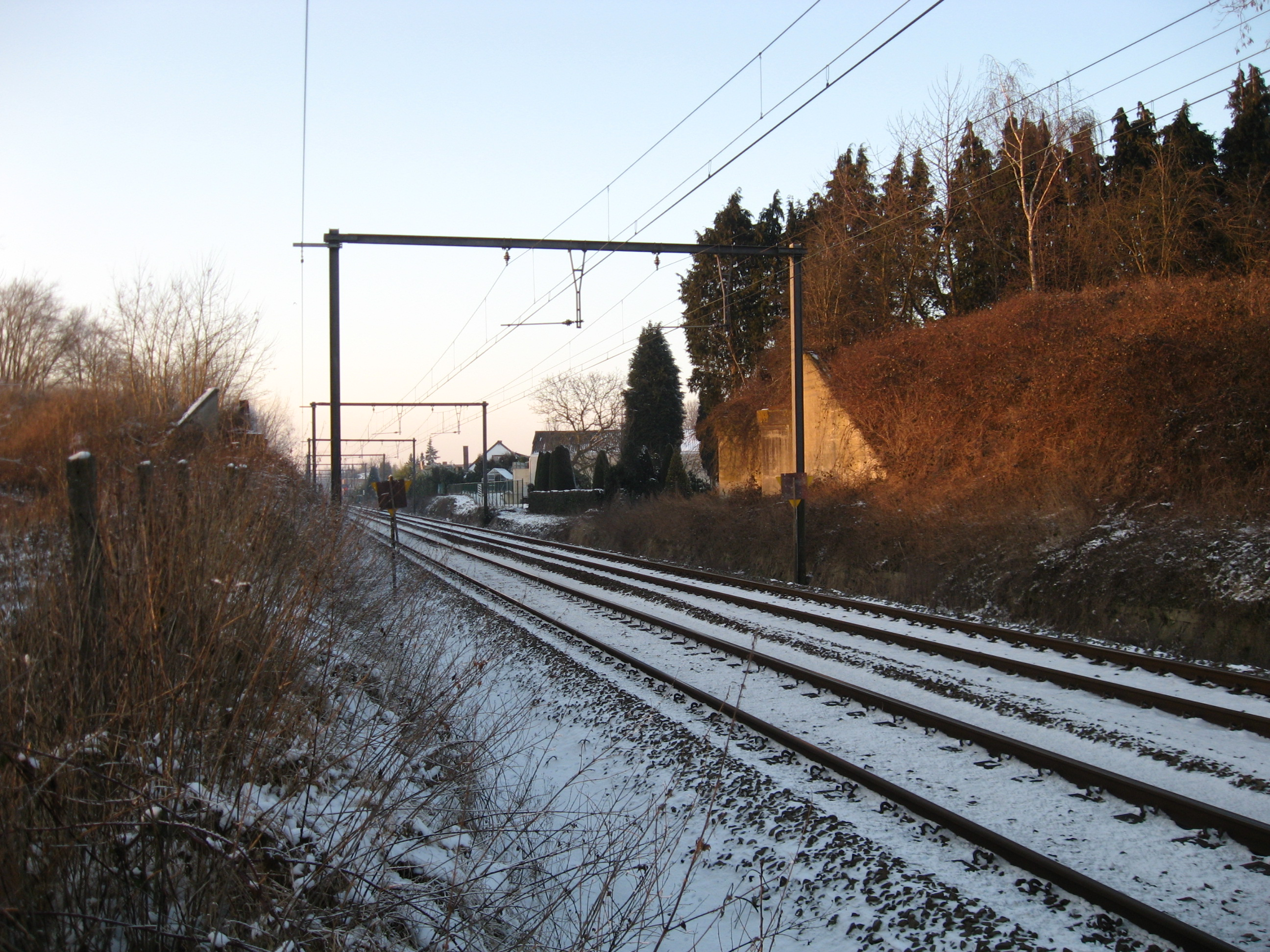
Overblijfselen van de buurtspoorlijn Aalst Brussel die hier de spoorlijn Brussel Dendermonde oversteekt met een brug. De buurtspoorlijn volgt hierna voor een kilometer het spoor tot bij het station van Asse. Gelijkvloerse kruisingen met het spoor kwamen bijna niet voor.

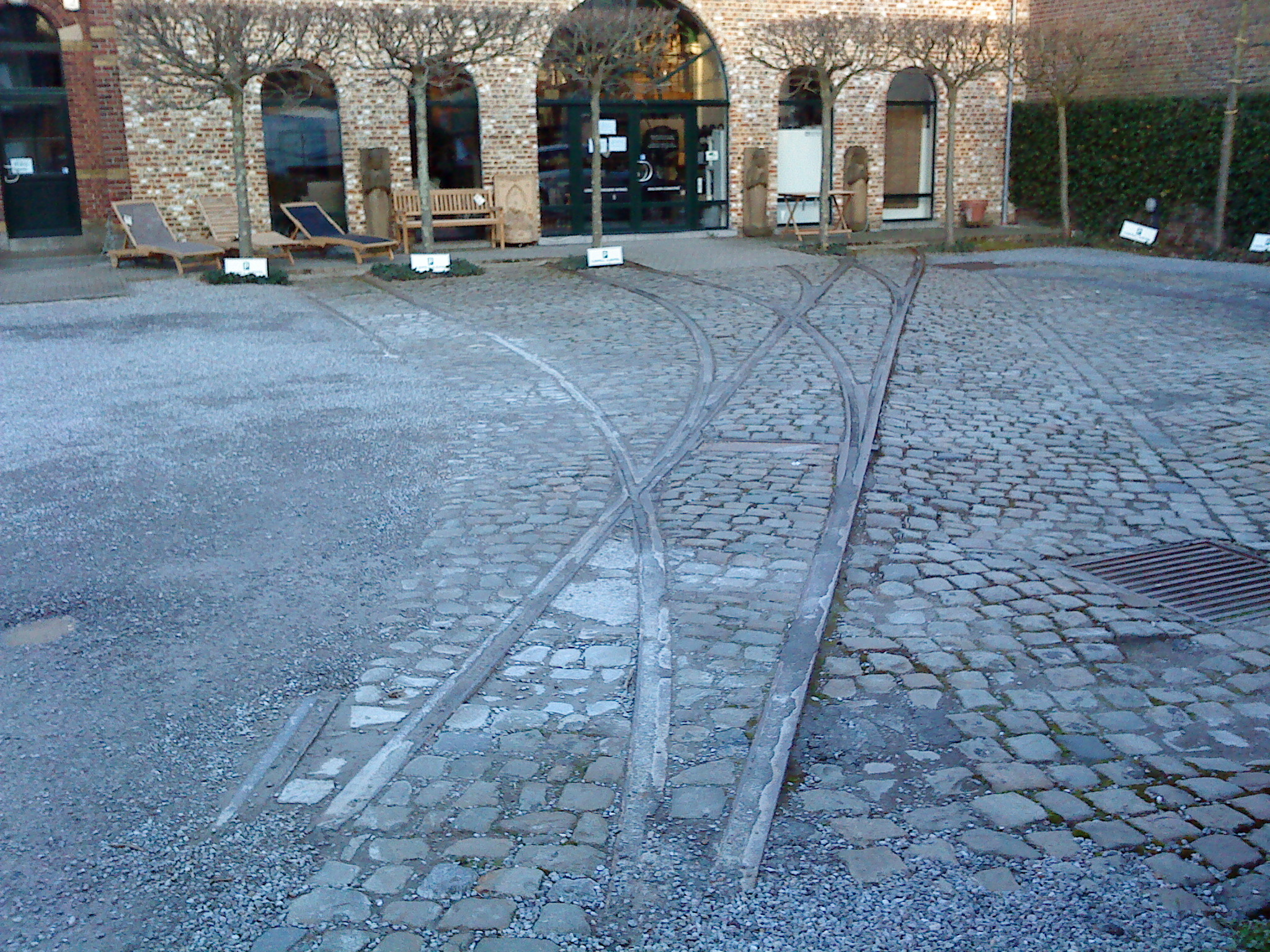
Enkele van de laatste sporen van de buurtspoorwegen in Brussel, voor de oude stelplaats Ukkel-Diesdelle (tegenwoordig een meubelzaak). De lijn langs Diesdelle werd in 1969 opgeheven.

Tijdens de Tweede Wereldoorlog zijn maar een paar niet-geëlektrificeerde lijnen rond 's-Gravenbrakel opgebroken. (zie kaart) Vanaf 1953 worden sommige van de overblijvende niet-geëlektrificeerde lijnen opgeheven voor het reizigersvervoer en vanaf 1960 blijven er alleen de elektrische lijnen over. Bij sommige van die lijnen blijven er nog goederentrams rijden tot in 1962. De laatste elektrificaties worden in 1953 uitgevoerd:
- Tielt Diest
- Halle Leerbeek

De afbouw van de elektrische lijnen wordt geleidelijk uitgevoerd. In 1952 wordt het stadsnet van Leuven verbust. De zijtak van Tervuren naar Vossem, die deel uitmaakt van het stadsnet van Leuven volgt in 1954. Daarna op 11 april 1955 de tramlijn binnen Diest. Voor de groep Leuven komt de echte afbouw vanaf 1958:
- 31 mei 1958 : Haacht Station – Keerbergen (Keerbergen Mechelen van de provincie Antwerpen op 1 juni 1957). De lijn Haacht Keerbergen is pas in 1949 geopend!
- 12 juni 1958 : Tielt - Diest
- 16 april 1960 : Brussel - Haacht
- 19 mei 1961 : Brussel - Leuven
- 31 maart 1962 : Leuven - Tielt

Daarna komt de groep Brussel Zuid aan de beurt:
- 31 maart 1964 : Eigenbrakel - Waterloo - Waver
- 16 mei 1965 : Anderlecht - Itterbeek (er is een tussenfase)
- 16 september 1966 : Brussel - Halle - Leer
- 12 december 1969 : Diesdelle (Brussel) - St-Genesius-Rode
- 20 februari 1970 : Sint-Job - Rouppeplein - Dilbeek
- 1 september 1972 : Rouppeplein - Leerbeek

De groep Brussel Noord blijft het langst rijden. Eerst wordt de lijnen Humbeek - Grimbergen op 31 oktober 1961 en Aalst - Hekelgem in 12 oktober 1962, opgeheven. Pas in 1968 komen er nieuwe opheffingen:
- 28 juni 1968 : Ninove - Eizeringen
- 29 juni 1968 : Grimbergen - Meise
- 4 oktober 1968 : Londerzeel - Wolvertem
- 20 februari 1970 : Eizeringen - Brussel
- 26 juni - 1970 : Hekelgem - Brussel[12] en Brussel - Meise - Wolvertem

Op 31 juli 1978 komt dan het einde voor de laatste lijnen naar Wemmel, Grimbergen en Het Voor. De opheffing van deze laatste lijnen was oorspronkelijk ook voorzien maar na de energiecrisis in 1973 werd besloten de lijnen te handhaven en op den duur aan de MIVB over te dragen en tot normaalspoor verbreden. Dat dit uiteindelijk niet doorging had te maken met de wens van de gemeente Vilvoorde dat personeel ook Nederlands zou kunnen spreken wat de MIVB niet kon garanderen omdat men de lijnen in het stadsnet wilden integreren. Een andere reden was dat ook voor de bouw van de premetro men extra kosten zou moeten maken om de lijnen te handhaven.

## Buslijnen

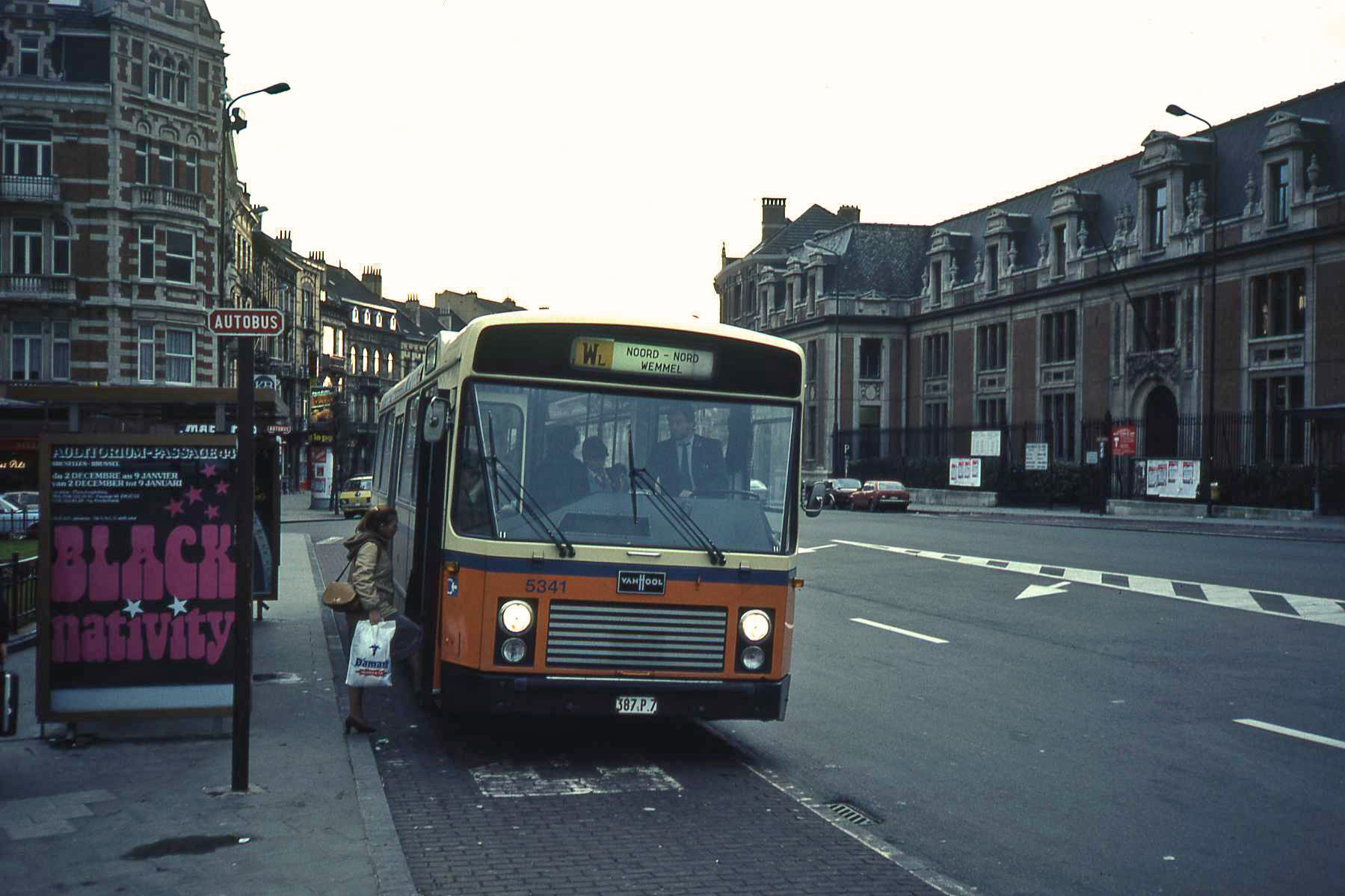
Van-Hool vervangende bus van vroegere tramlijn "W" in Brussel. Dit is nog in de NMVB tijd. Onder "De Lijn" heeft de buslijn het nummer 240 gekregen.

Na de Eerste Wereldoorlog werden veel buslijnen door private busondernemingen opgestart. In 1925 startte de NMVB zijn eerste buslijn in eigen beheer:
- Etterbeek (Jourdanplein) - Oudergem - Overijse

Deze lijn was oorspronkelijk gepland als een tramlijn, daarna zijn er niet doorgezette plannen geweest om er een trolleybuslijn van te maken. Er waren al twee trolleybussen geleverd.
Door de wet van 29 augustus 1931 moeten alle nieuwe buslijnmachtigingen ofwel aan de NMVB of de spoorwegen (NMBS) gegund worden. Deze buslijnen moesten echter wel op hun beurt aan busexploitanten verpacht worden. Op deze manier kon de busconcurrentie met de tramlijnen vermeden worden. Met de afbouw van het spoornet werd het busnet flink uitgebreid en nieuwe routes werden ingesteld.
Een bekende Brabantse pachter is Charles Preumont.

## Opsplitsing inDe Lijn/TEC

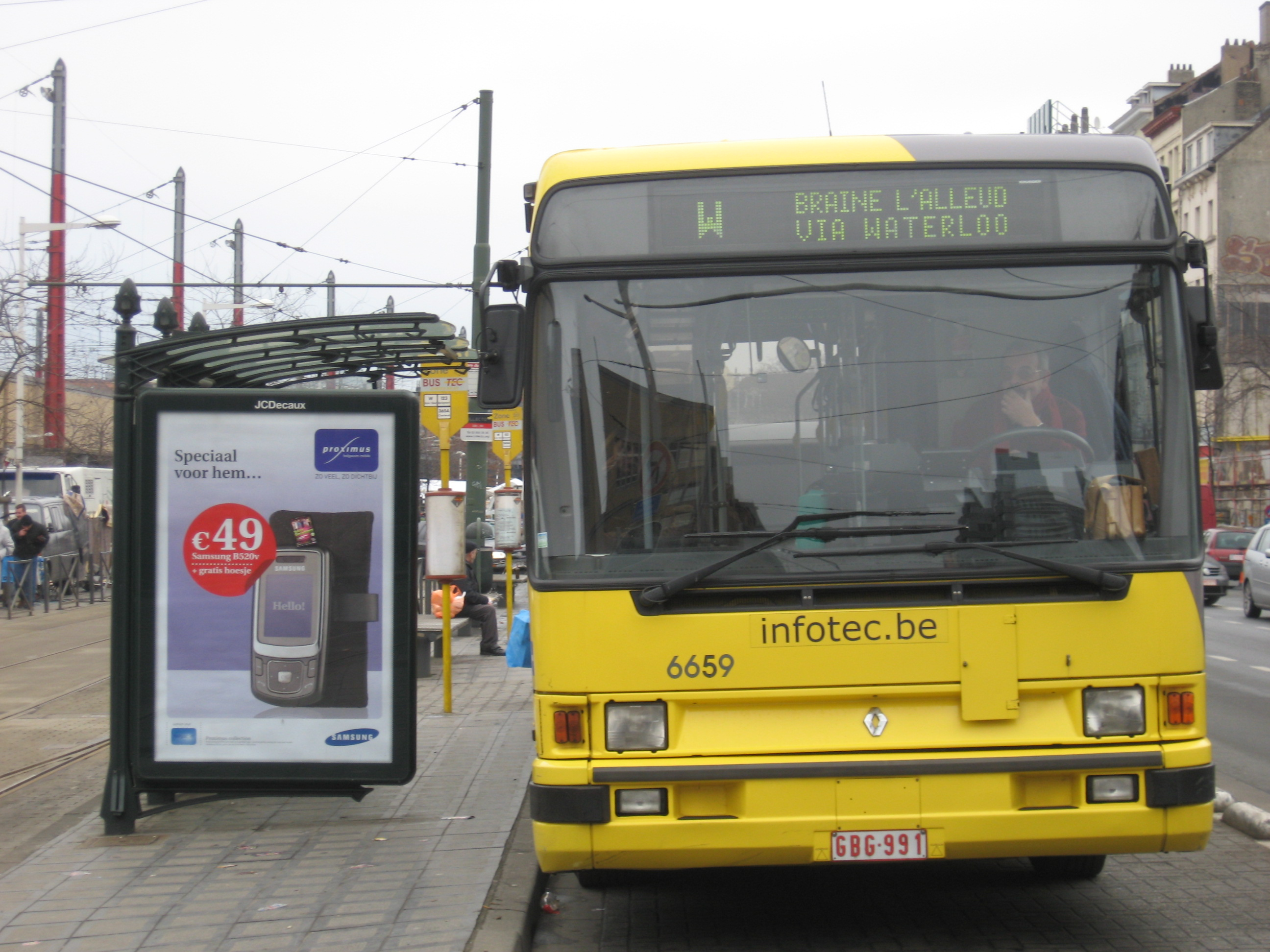
Buslijn "W" in Brussel Zuid. Een van de weinige TEC lijnen in Brussel en de enige nog gebruikte lijnletter van een vroegere tramlijn.

Bij de opsplitsing van de NMVB gaan de buslijnen die in Waals-Brabant rijden, over naar de TEC en de overige bussen in de provincie naar de "De Lijn". De Brusselse stadsvervoermaatschappij, de MIVB, blijft als enige stadsvervoerbedrijf in België zelfstandig bestaan. Daar Brussel omgeven is door Vlaamse gemeenten, gaan bijna alle NMVB buslijnen in Brussel over naar "De Lijn". Er zijn wel een aantal TEC lijnen die van Brussel naar het Waalse gebied rijden. TEC is de enige maatschappij die in Brussel nog met de oude lijnletters rijdt. De TEC bussen in Brussel zijn:
- "W" : Vroegere tramlijn naar Waterloo
- "E" : Buslijn naar Eghezée
- 365 : Charleroi (Vroeger een aanvullende buslijn van de spoorwegen)
- 366 : Court-Saint-Étienne

## Stelplaatsenin de provincie Brabant

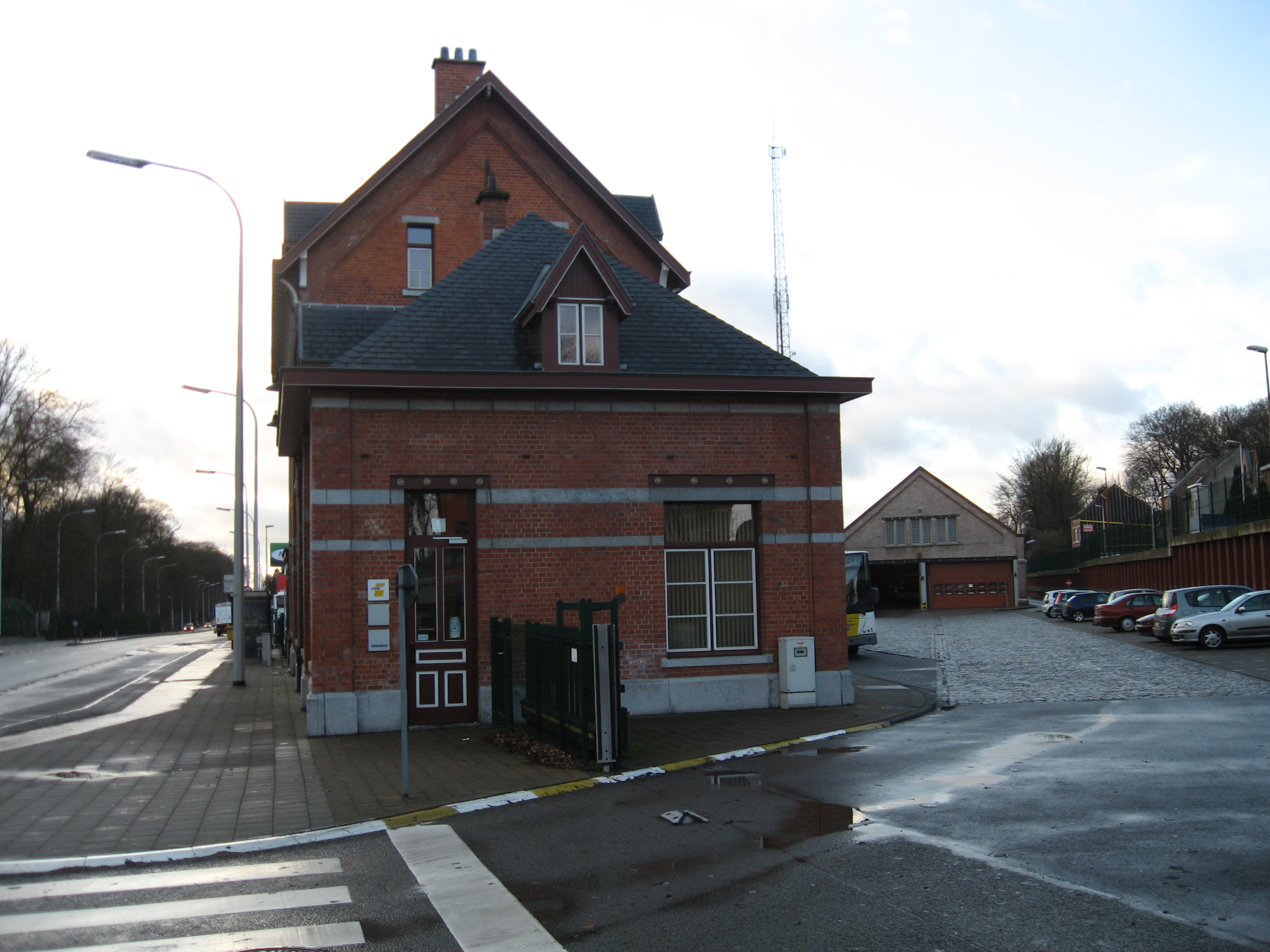
Vroegere stelplaats Dilbeek. Startpunt van de lijnen D, M, V, Ad

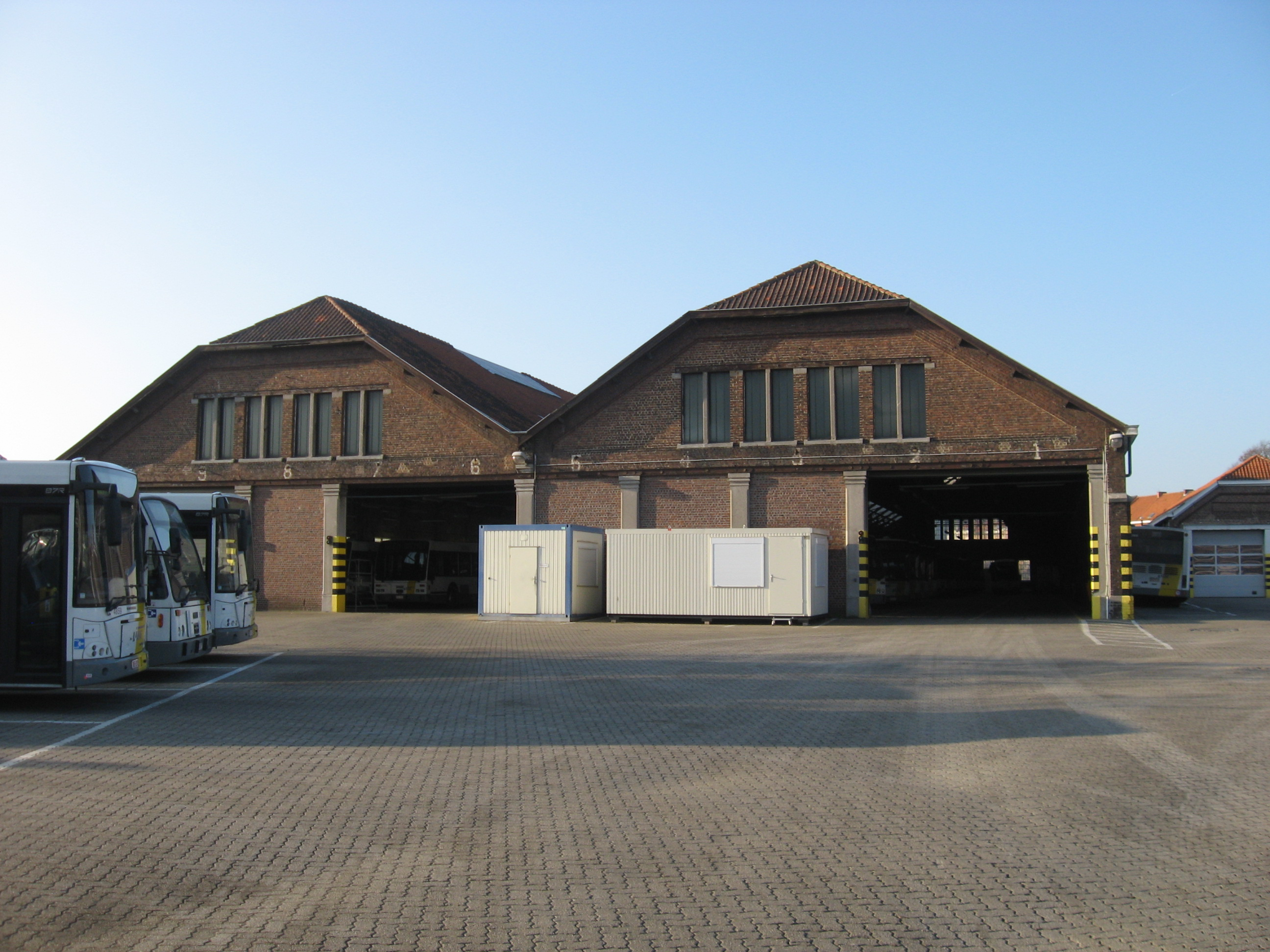
Vroegere stelplaats Grimbergen. Startpunt van de lijn G, een lijn die tot het einde heeft gereden

- Aarschot, Anderlecht (Het Rad)(werkplaats stoomdienst), Anderlecht (Bergenschesteenweg), Anderlecht (Kuregem)(werkplaats elektrische dienst), Asse (nu De Lijn busstelplaats).
- Chastre (nu TEC busstelplaats)
- Diegem (Lo), Dilbeek (nu De Lijn busstelplaats)
- Edingen, Eerken, Eigenbrakel, Evere, Ezemaal
- Grimbergen, Geldenaken
- Haacht, Humbeek
- Kessel-Lo (Leuven)(werkplaats alle diensten)
- Laken, Lasne, Leerbeek, Leuven, Londerzeel
- Meerbeke
- Nijvel
- Overijse
- Sart-Risbart (nu in gebruik als privéwoning en loods), Schaarbeek, Schepdaal (nu trammuseum), Sint-Joris-Weert, St.Kwintens-Lennik
- Tielt ,Tienen
- Ukkel (Diesdelle)
- Virginal
- Wemmel

## NMVB in de andere provincies
- Antwerpen: Buurtspoorwegen van de provincie Antwerpen
- Oost-Vlaanderen: Buurtspoorwegen van de provincie Oost-Vlaanderen
- West-Vlaanderen: Buurtspoorwegen van de provincie West-Vlaanderen
- Limburg: Buurtspoorwegen van de provincie Limburg
- Luik: Buurtspoorwegen van de provincie Luik
- Luxemburg: Buurtspoorwegen van de provincie Luxemburg
- Namen: Buurtspoorwegen van de provincie Namen
- Henegouwen: Buurtspoorwegen van de provincie Henegouwen